# Rivière Boisvert (vattendrag i Kanada, lat 49,86, long -71,93)
Rivière Boisvert är ett vattendrag i Kanada.   Det ligger i provinsen Québec, i den östra delen av landet, 600 km nordost om huvudstaden Ottawa.
I omgivningarna runt Rivière Boisvert växer i huvudsak blandskog. Trakten runt Rivière Boisvert är nära nog obefolkad, med mindre än två invånare per kvadratkilometer.